# Presidenti della Provincia di Mantova
Elenco dei presidenti dell'amministrazione provinciale di Mantova.

## Regno d'Italia (1861-1946)

### Presidenti del Consiglio provinciale (1861-1926)
- Annibale Cavriani (1866-1869)
- Giovanni Arrivabene (1869-1877)
- Luigi Sartoretti (1877-1879)
- Giovanni Arrivabene (1879-1880)
- Giuseppe Cadenazzi (1880-1881)
- Galeazzo di Bagno (1881-1882)
- Giuseppe Cadenazzi (1882-1886)
- Carlo Guerrieri Gonzaga (1886-1892)
- Francesco Antonio d'Arco (1892-1893)
- Giuseppe Cadenazzi (1893-1895)
- Silvio Arrivabene (1895-1899)
- Oreste Mantovani (1899-1902)
- Fermo Rocca (1902-1904)
- Cesare Aroldi (1904-1905)
- Fermo Rocca (1906-1907)
- Cesare Gioppi (1907-1908)
- Cesare Finzi (1908-1909)
- Cesare Gioppi (1909-1914)
- Enrico Dugoni (1914-?)

### Presidenti della Deputazione provinciale (1889-1926)
| Nº  | Nº | Ritratto | Nome                  | Mandato | Mandato | Partito |
| Nº  | Nº | Ritratto | Nome                  | Inizio  | Fine    | Partito |
| --- | -- | -------- | --------------------- | ------- | ------- | ------- |
| 1   |    |          | Luigi Sartoretti      | 1889    | 1890    | ?       |
| 2   |    |          | Giuseppe Debelli      | 1890    | 1892    | ?       |
| 3   |    |          | Cesare Gioppi         | 1892    | 1895    | ?       |
| 4   |    |          | Gino Dolcini          | 1895    | 1902    | ?       |
| 5   |    |          | Italo Gasparetti      | 1902    | 1904    | ?       |
| 6   |    |          | Carlo Vezzani         | 1904    | 1905    | ?       |
| 7   |    |          | Emanuele Giannantoni  | 1905    | 1909    | ?       |
| 8   |    |          | Cesare Finzi          | 1909    | 1913    | ?       |
| (7) |    |          | Emanuele Giannantoni  | 1913    | 1914    | ?       |
| 9   |    |          | Achille Menotti Luppi | 1914    | ?       | ?       |

## Repubblica Italiana (dal 1946)

### Presidenti della provincia (dal 1951)

#### Eletti dal Consiglio provinciale (1951-1993)
| Nº             | Nº           | Ritratto | Nome              | Mandato           | Mandato        | Partito                                                                               | Elezione                   |
| Nº             | Nº           | Ritratto | Nome              | Inizio            | Fine           | Partito                                                                               | Elezione                   |
| -------------- | ------------ | -------- | ----------------- | ----------------- | -------------- | ------------------------------------------------------------------------------------- | -------------------------- |
|                |              |          | ?                 | ?                 | ?              | ?                                                                                     | ?                          |
|                |              |          | Maurizio Lotti    | 1975              | 1980           | Partito Comunista Italiano                                                            | 1975                       |
| 1980           | 1983         | 1980     | Maurizio Lotti    |                   |                | Partito Comunista Italiano                                                            |                            |
|                |              | 1980     |                   | Guido Contessa    | 1983           | 1985                                                                                  | Partito Comunista Italiano |
|                |              |          | Massimo Chiaventi | 24 settembre 1985 | 21 luglio 1990 | Partito Comunista Italiano (1985-1991) Partito Democratico della Sinistra (1991-1992) | 1985                       |
| 21 luglio 1990 | 2 marzo 1992 | 1990     | Massimo Chiaventi |                   |                | Partito Comunista Italiano (1985-1991) Partito Democratico della Sinistra (1991-1992) |                            |

#### Eletti direttamente dai cittadini (1993-2016)
| Nº             | Nº             | Ritratto             | Nome                | Mandato        | Mandato           | Partito                                                                                         | Coalizione              | Elezione |
| Nº             | Nº             | Ritratto             | Nome                | Inizio         | Fine              | Partito                                                                                         | Coalizione              | Elezione |
| -------------- | -------------- | -------------------- | ------------------- | -------------- | ----------------- | ----------------------------------------------------------------------------------------------- | ----------------------- | -------- |
|                |                |                      | Davide Boni         | 21 giugno 1993 | 13 giugno 1997    | Lega Nord                                                                                       | LN                      | 1993     |
|                |                |                      | Tiziana Gualtieri   | 13 giugno 1997 | 28 maggio 2001    | Partito Popolare Italiano                                                                       | PDS-PRC-PPI-RI-PRI-FdV  | 1997     |
|                |                |                      | Maurizio Fontanili  | 28 maggio 2001 | 30 maggio 2006    | Partito Popolare Italiano (2001-2002) La Margherita (2002-2007) Partito Democratico (2007-2011) | DS-PPI-IdV-PdCI-PRC-FdV | 2001     |
| 30 maggio 2006 | 1º giugno 2011 | L'Ulivo-PdCI-PRC-RnP | Maurizio Fontanili  | 2006           |                   | Partito Popolare Italiano (2001-2002) La Margherita (2002-2007) Partito Democratico (2007-2011) |                         |          |
|                |                |                      | Alessandro Pastacci | 1º giugno 2011 | 1º settembre 2016 | Indipendente di centro-sinistra                                                                 | PD-IdV-SEL-L. civica    | 2011     |

#### Eletti dai sindaci e consiglieri della provincia (dal 2016)
| Nº | Nº | Ritratto | Nome               | Mandato           | Mandato          | Partito                         | Elezione |
| Nº | Nº | Ritratto | Nome               | Inizio            | Fine             | Partito                         | Elezione |
| -- | -- | -------- | ------------------ | ----------------- | ---------------- | ------------------------------- | -------- |
|    |    |          | Beniamino Morselli | 1º settembre 2016 | 20 dicembre 2021 | Indipendente di centro-sinistra | 2016     |
|    |    |          | Carlo Bottani      | 20 dicembre 2021  | in carica        | Indipendente di centro-destra   | 2021     |